# Bats (película)
Bats (titulada Murciélagos en Hispanoamérica y Bats en España) es una película de terror estadounidense de 1999 dirigida por Louis Morneau. Está protagonizada por Lou Diamond Phillips, Dina Meyer, Bob Gunton, Leon Robinson y Carlos Jacott. La película se estrenó el 22 de octubre de 1999 en Estados Unidos.

## Sinopsis
Murciélagos mutados, resultado de un experimento genético fracasado del gobierno, se han vuelto inteligentes y carnívoros y atacan a la gente de un pueblo cerca de Gallup, Texas. La zoóloga -especialista en murciélagos- Sheila Casper (Dina Meyer) y su ayudante Jimmy (Leon Robinson) llegan al pueblo para ayudar, pero no pueden evitar que los militares se entrometan.

## Argumento
Después de que la gente empieza a morir en la pequeña ciudad ficticia de Gallup, en Texas, los principales sospechosos son los murciélagos. El CDC llama a los quiropterólogos, la Dra. Sheila Casper y su asistente, Jimmy Sands, para que investiguen la situación. El Dr. Alexander McCabe mantiene el secreto sobre la situación, pero admite que modificó genéticamente a los murciélagos para que fueran más inteligentes y también omnívoros, de modo que ya no estuvieran en peligro de extinción. Sheila está disgustada por esto, pero parece que McCabe tenía las mejores intenciones.
Con la ayuda del sheriff Emmett Kimsey y el especialista del CDC, el Dr. Tobe Hodge, Sheila y Jimmy comienzan a buscar el nido de murciélagos. La primera noche son atacados y logran capturar uno y colocarle un dispositivo rastreador. Sin embargo, tan pronto como lo sueltan, es asesinado por los otros murciélagos, que entienden la estrategia. Emmett decide que Gallup necesita ser evacuada, y se le ordena al alcalde que transmita una advertencia a todos los residentes para que permanezcan en el interior y aseguren sus casas. Desafortunadamente, nadie escucha. Los murciélagos invaden la ciudad y, en cuestión de minutos, se produce el caos y varias personas mueren, incluido el Dr. Hodge, quien se sacrifica para salvar a Sheila.
La Guardia Nacional llega y comienza a evacuar la ciudad. Le dan a Sheila y a sus cazadores de murciélagos 48 horas antes de destruir la ciudad con la esperanza de matar a los murciélagos. Sheila establece su cuartel general en la escuela. El ejército ha prometido centrar las cámaras infrarrojas de un satélite Chromo-B340 en el área alrededor de Gallop para ayudar a localizar el refugio de murciélagos. Sin embargo, incluso cuando se encuentra el refugio, Sheila no sabe cómo pueden exterminar a todos los murciélagos, de los cuales debe haber varios miles: bombardear el refugio solo los dispersará, lo que provocará la creación de otros refugios y la propagación de la infestación por el resto del país; mientras que el veneno para murciélagos más popular es solo marginalmente efectivo contra los murciélagos, pero altamente letal para los humanos. Sheila cree que la mejor solución es bajar la temperatura dentro del refugio, ya que al hacerlo, los murciélagos hibernarán en lugar de volar, antes de morir congelados.
Jimmy hace arreglos para que un refrigerante industrial NGIC que utiliza freón, dióxido de carbono y oxígeno sea dejado tan pronto como se localice el refugio, en una cueva que Emmett reconoce como una mina abandonada. Todo está programado para comenzar a las 0600 horas, excepto que el gobierno tiene otras ideas, que no incluyen esperar hasta el amanecer. Durante la noche, alambran la mina con explosivos para atrapar a los murciélagos dentro y congelarlos. Desafortunadamente, los murciélagos matan a todos los soldados en el lugar y luego atacan la escuela. Sheila y los demás usan cercas electrificadas y sopletes para mantener a raya a las criaturas, pero se revela que McCabe, realmente loco, ha creado a los murciélagos para que sean el depredador definitivo, diseñándolos específicamente para matar humanos. McCabe huye afuera, creyendo falsamente que puede controlar a los murciélagos, solo para ser asesinado.
Cuando Sheila, Emmett y Jimmy llegan a la mina a la mañana siguiente, los militares les informan que no pudieron encender la unidad de refrigerante, por lo que el plan ahora es bombardear y gasear la mina comenzando en una hora. Emmett llama a los militares y les dice que podrán activar la unidad, pero no pueden cancelar el ataque aéreo. Sheila decide que una hora es tiempo suficiente para que pongan en marcha la unidad de refrigerante, por lo que ella y Emmett se ponen los trajes y entran en la mina. Jimmy se queda afuera para monitorear su progreso y hacer estallar la entrada de la mina si es necesario. Aunque se encuentran hasta la cintura en guano de murciélago, logran encender el refrigerante. Mientras se dirigen a la salida, los murciélagos los persiguen. En el momento en que salen, Jimmy detona los explosivos, colapsando la entrada de la mina y atrapando a los murciélagos adentro, congelándolos. Un último murciélago sobrevive a las temperaturas gélidas y excava fuera del suelo, solo para ser aplastado hasta la muerte por el automóvil del grupo mientras se alejan.

## Reparto
- Lou Diamond Phillips – Emmett Kimsey
- Dina Meyer – Sheila Casper
- Bob Gunton – Alexander McCabe
- Leon Robinson – Jimmy Sands
- Carlos Jacott – Tobe Hodge

- Datos: Q810889